# Parasipyloidea novaeguineae
Parasipyloidea novaeguineae är en insektsart som beskrevs av Ludwig Redtenbacher 1908. Parasipyloidea novaeguineae ingår i släktet Parasipyloidea och familjen Diapheromeridae. Inga underarter finns listade i Catalogue of Life.